# Matías Paredes
Matías Enrique Paredes (Quilmes, 1º febbraio 1982) è un hockeista su prato argentino.

## Palmarès

### Olimpiadi
- 1 medaglia:
  - 1 oro (Rio de Janeiro 2016)

### Mondiali
- 1 medaglia:
  - 1 bronzo (L'Aia 2014)

### Champions Challenge
- 2 medaglie:
  - 1 oro (Alessandria d'Egitto 2005)
  - 1 bronzo (Kuala Lumpur 2001)

### Giochi panamericani
- 4 medaglie:
  - 3 ori (Santo Domingo 2003; Guadalajara 2011; Toronto 2015)
  - 1 argento (Rio de Janeiro 2007)

### Coppa panamericana
- 1 medaglia:
  - 1 oro (Lancaster 2017)